# Mariza
Marisa dos Reis Nunes, conosciuta come Mariza, (Lourenço Marques, 16 dicembre 1973), è una cantante di fado portoghese.

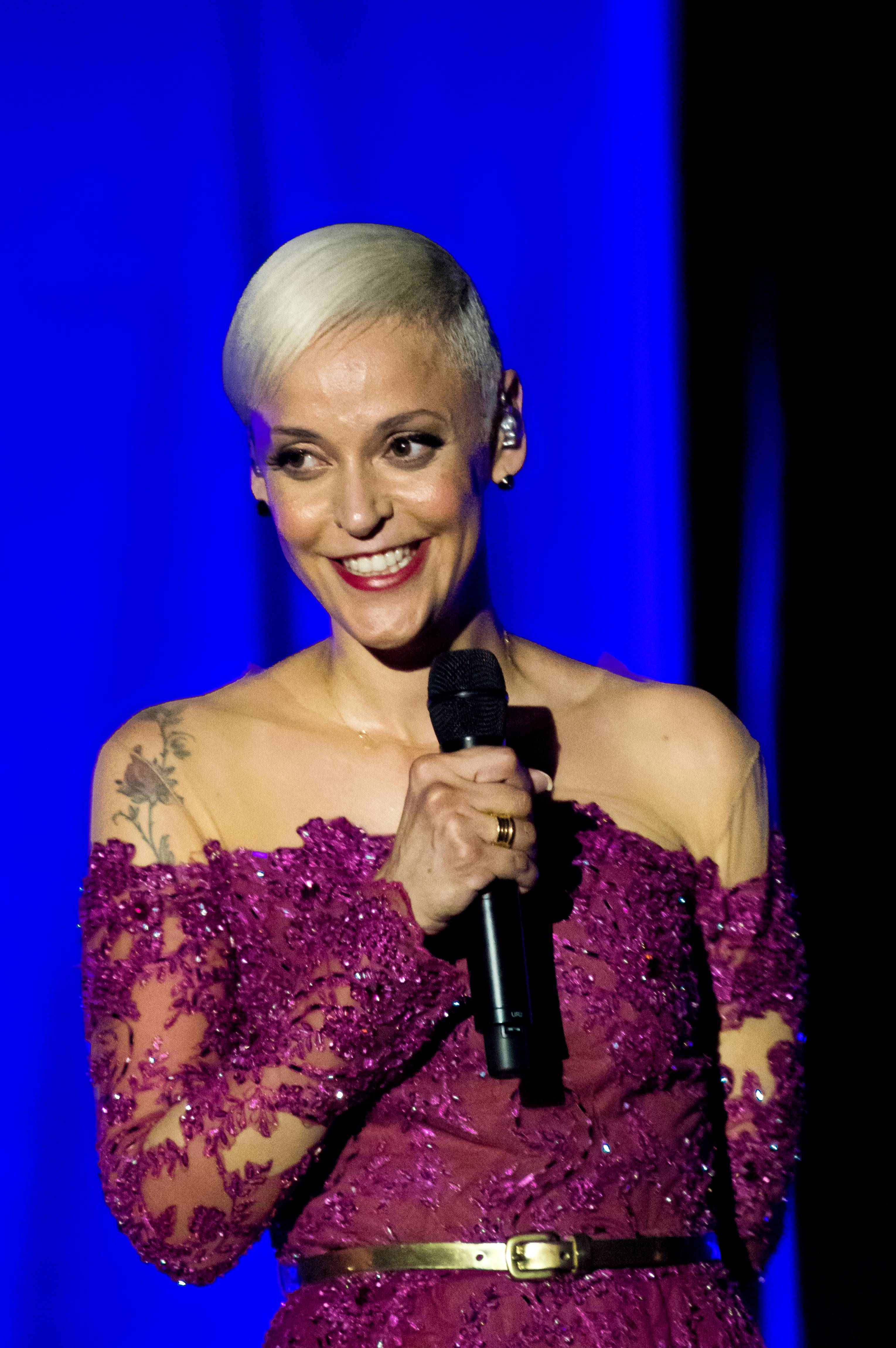
Mariza sulla Zelt-Musik-Festival 2015 Friburgo in Brisgovia, Germania

Nata in Mozambico quando il paese africano ancora era una colonia del Portogallo, figlia di madre mozambicana e padre portoghese, la sua famiglia si trasferì in Portogallo quando aveva solo tre anni di età. Nel quartiere di Lisbona della Mouraria, dove crebbe, iniziò a conoscere il fado.
Ancora adolescente e prima di divenire una fadista cantò diversi generi musicali, come gospel, soul e jazz.
Nel 1999 arriva al grande pubblico grazie alla rete televisiva TVI, che trasmise in diretta gli omaggi tributati ad Amália Rodrigues dai teatri di Lisbona e di Porto
Già a partire dal suo secondo album, Fado Curvo del 2003, Mariza è considerata una delle voci più belle di quello che alcuni chiamano il nuovo movimento del fado. Le sue interpretazioni appassionate e la sua voce, che ricorda le grandi dive del genere musicale, le hanno fatto guadagnare in poco tempo il riconoscimento internazionale e alcuni importanti premi musicali, come quello di Miglior Artista di World Music, assegnatole dalla BBC a Londra nel 2003.
Il suo album d'esordio, "Fado em Mim" (2001) fu un successo istantaneo in Portogallo, con oltre 30 000 copie vendute, e motivò il suo lancio da parte della casa discografica sui mercati internazionali - approfittando anche del buon momento che la musica portoghese stava vivendo in territorio europeo e in altri Paesi, come Messico e Giappone.

## Discografia

### Album
- 2002 - Fado em mim
- 2003 - Fado curvo
- 2005 - Transparente
- 2006 - Concerto em Lisboa (dal vivo)
- 2008 - Terra
- 2010 - Fado tradicional
- 2015 - Mundo
- 2018 - Mariza
- 2020 - Canta Amalia

### Singoli
| Anno | Titolo             | Album            |
| ---- | ------------------ | ---------------- |
| 2006 | Transparente       | Transparente     |
| 2006 | Feira De Castro    | Transparente     |
| 2008 | "Fado Do Encontro" | Terra            |
| 2008 | "Rosa Branca"      | Terra            |
| 2008 | "Minh' Alma"       | Terra            |
| 2011 | "Chuva"            | Fado Tradicional |
| 2014 | "O Tempo não pára" | Best of Mariza   |
| 2015 | "Melhor de Mim"    | Mundo            |
| 2018 | "Quem me dera"     | Mariza           |
| 2020 | "A Nossa Voz"      | A Nossa Voz      |

### Premi e riconoscimenti
- Con appena due dischi, Mariza ha venduto circa 500 000 copie nel mondo, 200.000 delle quali in Portogallo
- "Fado em Mim" è stato distribuito in 32 Paesi.
- Triplo disco di Platino, per l'Album "Fado em Mim", con oltre 120 000 copie.
- Miglior CD di Musica Tradizionale, Etnica, Folk e Worldmusic 2001, attribuito dalla critica tedesca - Deutscheschalplatten Kritik - al CD "Fado em Mim"
- Miglior esibizione del Festival d'Été de Quebec (Premier Award-most outstanding performance.)
- Miglior Artista d'Europa di World Music, attribuíto dalla BBC Radio 3 nel Teatro Ocean, Hackney, Londra.
- Medaglia di Merito Turístico (grado oro) della Segreteria di Stato Portoghese del Turismo. Premio associato al contributo dato alla promozione dell'immagine del Portogallo all'estero.
- Miglior CD di Musica Tradizionale, Etnica, Folk e Worldmusic 2003, attribuito dalla critica tedesca - Deutscheschalplatten Kritik - al CD "Fado Curvo"
- maggio 2003 La BBC considera "Fado Curvo" CD della settimana.
- Premio Personalità dell'Anno 2003, attribuito dalla AIEP - Associação de Imprensa Estrangeira em Portugal, per la divulgazione del Portogallo e della cultura portoghese.
- Premio European Border Breakers Award 2004
- Premio Personalità Marketing 2003 nell'area di Cultura e Spettacolo, della Associação Portuguesa de Profissionais de Marketing
- Il giornale 24Horas la considera la rivelazione dell'Anno 2003
- Doppio disco di platino, per l'album "Fado Curvo".
- Premio Personalità dell'Anno 2004, nell'area della musica, attribuito dai lettori della rivista Lux.

### Partecipazioni
- Interpretò L'Inno Nazionale del Portogallo nella cerimonia di apertura delle commemorazioni del 25 aprile 2004.
- Cantando A thousand years in duetto con Sting, fa parte dell'album ufficiale dei Olimpiadi di Atene 2004, Unity
- Primo artista portoghese a partecipare al programma Later with Jools Holland della BBC
- Entra nella raccolta World 2002, selezionata per votazione del pubblico.
- Interpretò L'Inno Nazionale del Portogallo nella cerimonia di apertura della Coppa del Mondo di Calcio.